# ضخامت اساس معادل

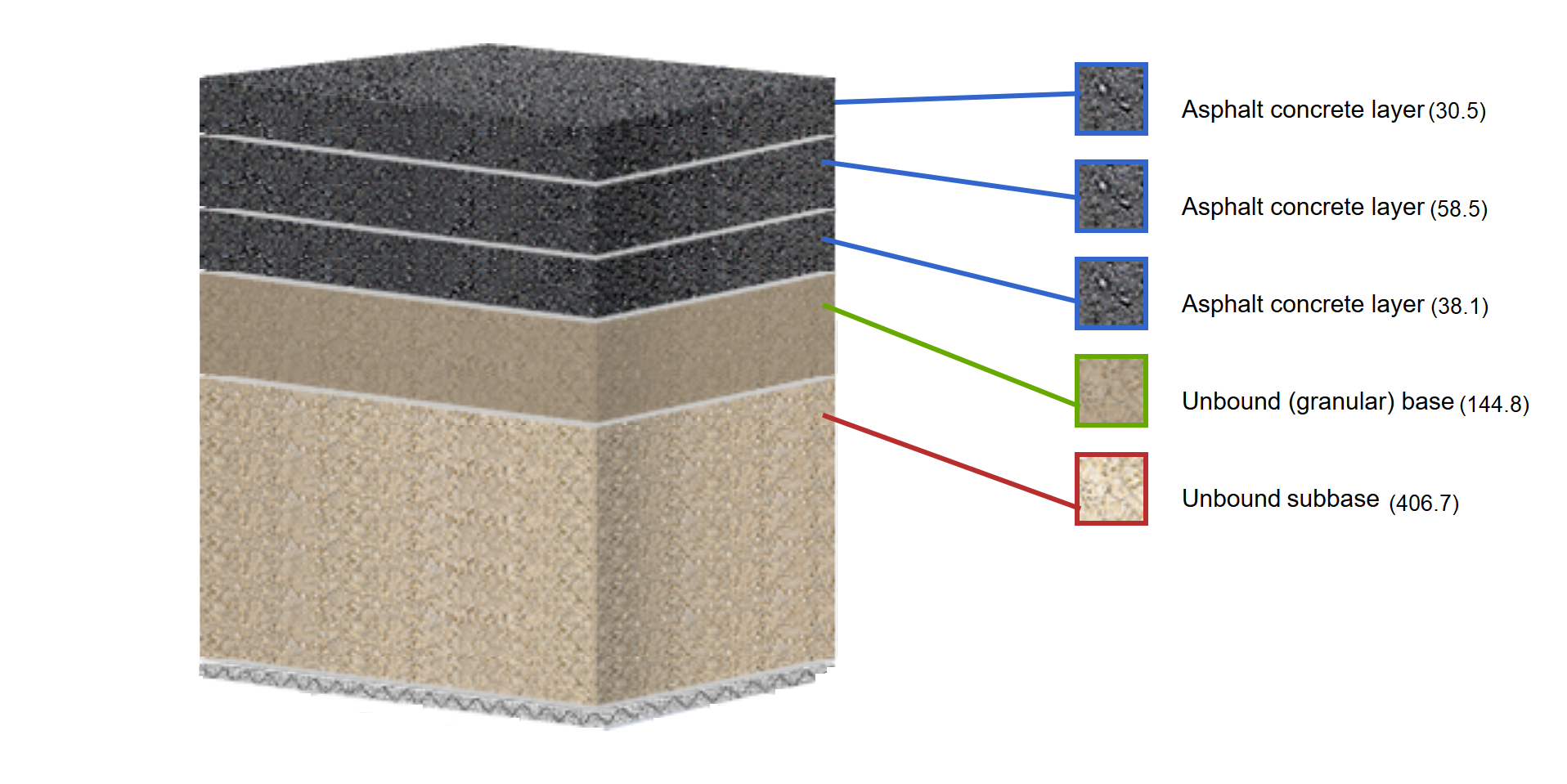
نمایی از برشی از روسازی یک راه در آنتاریوی کانادا که لایه‌های مختلف مواد در آن معلومند: زیراساس، اساس و سه لایه بتن آسفالتی. ضخامت این لایه ها را می توان به GBE تبدیل کرد.

ضخامت اساس معادل (به انگلیسی: Granular base equivalency) یا GBE سنجه‌ای از ضخامت کل یک روسازی است. از آنجا که روسازی از چندین لایه با خصوصیات فیزیکی مختلف تشکیل شده است ، ضخامت کل آن توسط GBE اندازه گیری می شود. ضخامت اساس معادل با استفاده از مجموعه‌ای از ضرایب ضخامت لایه های مختلف جاده را به یک عدد واحد تبدیل می‌کند. بنابراین، برای محاسبه GBE، عمق هر لایه باید در ضریب معادل برای مواد موجود در آن لایه ضرب شود. در مرحله بعد مجموع ضخامت لایه‌های تبدیل شده محاسبه می‌شود. عدد بدست آمده ضخامت اساس معادل نامیده می شود که سنجه‌ای مهم در طراحی و مدل سازی عملکرد روسازی به شمار می‌آید.

## مثال
در اینجا نمونه ای از محاسبه GBE نشان داده شده از Piryonesi (2019) اقتباس گردیده است. این مثال به یک جاده در پایگاه داده ال تی پی پی تعلق دارد. این جاده از لایه های زیر ساخته شده است: زیر اساس، اساس و سه لایه بتن آسفالت گرم. ضخامت آنها به میلیمتر در جدول زیر آورده شده است. GBE محاسبه شده برای این جاده 805.7 میلیمتر است.
| لایه       | ضخامت (mm) | ضریب تبدیلی | GBE یا ضخامت معادل (mm) |
| ---------- | ---------- | ----------- | ----------------------- |
| آسفالت گرم | 30.5       | 2           | 61.0                    |
| آسفالت گرم | 58.5       | 2           | 117.0                   |
| آسفالت گرم | 38.1       | 2           | 76.2                    |
| اساس       | 144.8      | 1           | 144.8                   |
| زیراساس    | 607.1      | 0.67        | 406.7                   |
| کل         | -          | -           | 805.7                   |